# Sun Records
La Sun Records, appartenente al gruppo Sun Entertainment Corp, è una casa discografica indipendente statunitense fondata a Memphis, in Tennessee, che iniziò la sua attività il 27 marzo 1952.

## Storia

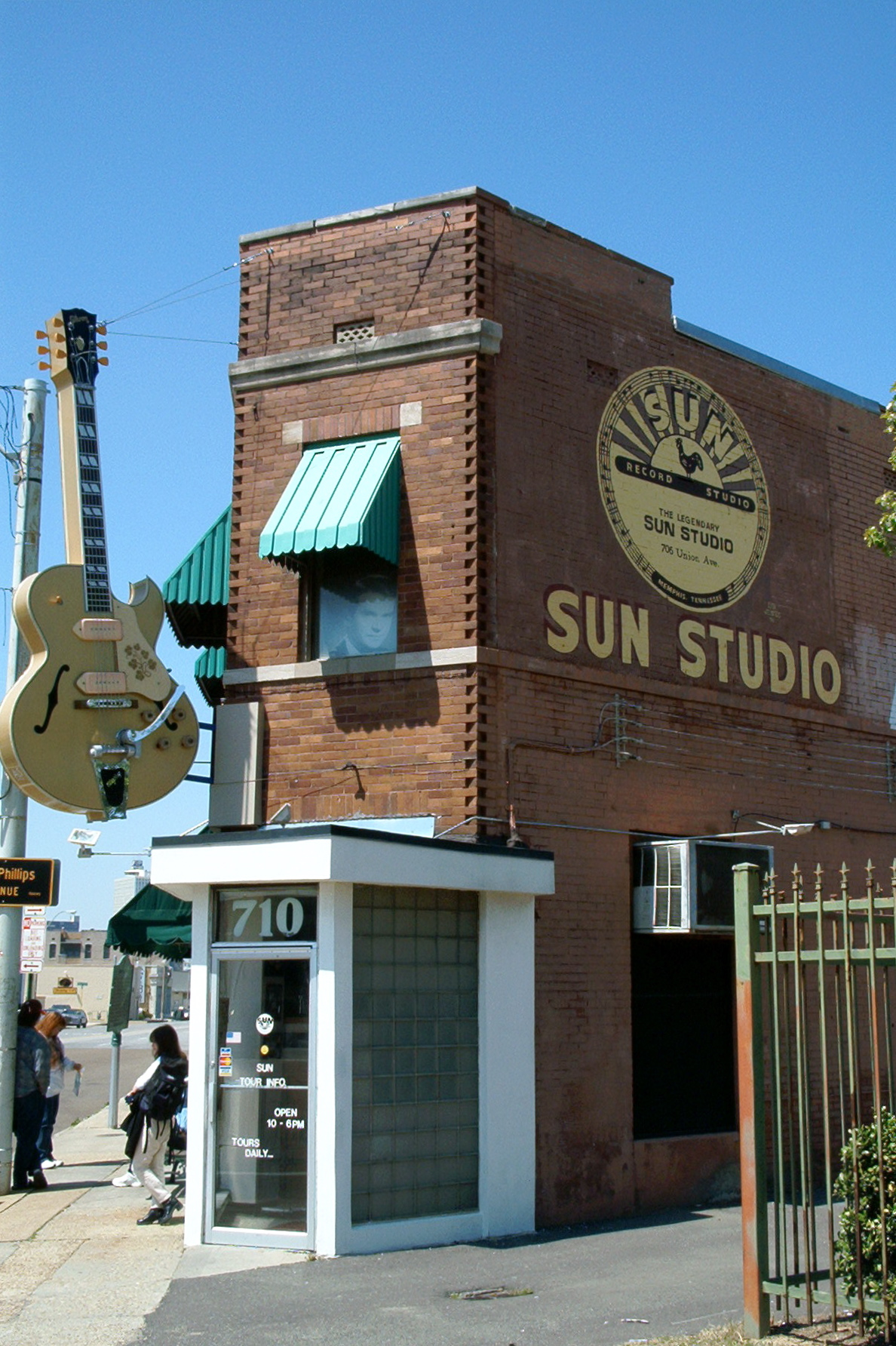
L'edificio della Sun Records al 706 Union Avenue, Memphis, Tennessee

La Sun Records fu una tra le più importanti case discografiche degli anni Cinquanta. Fondata da Sam Phillips ha come logo dell'etichetta una mezza circonferenza con un gallo al centro, il sole ("Sun") sullo sfondo e uno spartito musicale come cornice.
La sede della Sun Records è a Memphis (nel Tennessee), dove l'ondata rock 'n roll e rockabilly riscosse maggior successo negli anni Cinquanta e Sessanta. Il proprietario Sam Phillips, insieme al fratello, ha scoperto grandi esponenti del rock come Elvis Presley (successivamente passato alla RCA), Johnny Cash (che vi incise fino al 1961), Carl Perkins, Roy Orbison e Jerry Lee Lewis.
Nel luglio 1969 Philips vendette la casa discografica a Shelby Singleton, produttore discografico.
La Sun Records esiste ancor oggi e una parte, il Sun Studio è adibito a museo.

## I dischi pubblicati
| Numero di catalogo | Anno | Interprete   | Titolo                      |
| ------------------ | ---- | ------------ | --------------------------- |
| 1225               | 1954 | Carl Perkins | Dance Album of Carl Perkins |

### Singoli
| Numero di catalogo | Anno | Interprete      | Titolo Album                                                   |
| ------------------ | ---- | --------------- | -------------------------------------------------------------- |
| 209                | 1954 | Elvis Presley   | That's All Right/Blue Moon of Kentucky                         |
| 210                | 1954 | Elvis Presley   | Good Rockin' Tonight/I Don't Care If the Sun Don't Shine       |
| 215                | 1955 | Elvis Presley   | Milkcow Blues Boogie/You're a Heartbreaker                     |
| 217                | 1955 | Elvis Presley   | Baby Let's Play House/I'm Left, You're Right, She's Gone       |
| 221                | 1955 | Johnny Cash     | Cry! Cry! Cry!/Hey Porter!                                     |
| 223                | 1955 | Elvis Presley   | Mystery Train/I Forgot to Remember to Forget                   |
| 224                | 1955 | Carl Perkins    | Let The Juke Box Keep On Playing/Gone, Gone, Gone              |
| 232                | 1955 | Johnny Cash     | So Doggone Lonesome/Folsom Prison Blues                        |
| 234                | 1956 | Carl Perkins    | Blue Suede Shoes/Honey, Don't!                                 |
| 235                | 1956 | Carl Perkins    | Sure To Fall/Tennessee                                         |
| 241                | 1956 | Johnny Cash     | Get Rhythm/I Walk The Line                                     |
| 243                | 1956 | Carl Perkins    | Boppin' the Blues/All Mama's Children                          |
| 249                | 1956 | Carl Perkins    | I'm Sorry, I'm Not Sorry/Dixie Fried                           |
| 258                | 1956 | Johnny Cash     | Train Of Love/There You Go                                     |
| 261                | 1957 | Carl Perkins    | Matchbox/Your True Love                                        |
| 262                | 1957 | Ernie Chaffin   | Feelin' Low/Lonesome For My Baby                               |
| 266                | 1957 | Johnny Cash     | Next in Line/Don't Make Me Go                                  |
| 267                | 1957 | Jerry Lee Lewis | Whole Lotta Shakin' Goin' On/It'll Be Me                       |
| 274                | 1957 | Carl Perkins    | Forever Yours/That's Right                                     |
| 279                | 1957 | Johnny Cash     | Home Of The Blues/Give My Love To Rose                         |
| 283                | 1957 | Johnny Cash     | Ballad Of A Teenage Queen/Big River                            |
| 287                | 1957 | Carl Perkins    | Glad All Over/Lend Me Your Comb                                |
| 295                | 1958 | Johnny Cash     | Guess Things Happen That Way/Come In Stranger                  |
| 302                | 1958 | Johnny Cash     | The Ways Of A Woman In Love/You're The Nearest Thing To Heaven |
| 309                | 1958 | Johnny Cash     | It's Just About Time/I Just Thought You'd Like to Know         |
| 316                | 1959 | Johnny Cash     | Luther Played The Boogie/Thanks A Lot                          |
| 321                | 1959 | Johnny Cash     | I Forgot To Remember To Forget/Katy Too                        |
| 330                | 1959 | Jerry Lee Lewis | I Could Never Be Ashamed Of You                                |
| 331                | 1959 | Johnny Cash     | Goodby Little Darlin'/You Tell Me                              |

## Filmografia
La Sun Records compare anche in alcuni film dedicati alla vita di questi artisti, come Great Balls of Fire! - Vampate di fuoco (dedicato a Jerry Lee Lewis), Quando l'amore brucia l'anima - Walk the Line (sulla carriera di Johnny Cash) e Elvis - The Early Years (su Elvis Presley).